# Konfederacja Urzędników Służby Cywilnej
Konfederacja Urzędników Służby Cywilnej (gr. Ανώτατη Διοίκηση Ενώσεων Δημοσίων Υπαλλήλων, ΑΔΕΔΥ lub ADEDY) – grecka centrala związkowa działająca od 1926.
ADEDY jest członkinią Europejskiej Konfederacji Związków Zawodowych.

## Historia
Założenie ADEDY nastąpiło w grudniu 1947 z inicjatywy Greckiej Federacji Nauczycieli, Federacji Urzędników Sądowych, Panhelleńskiej Federacji TTT (Telefonia, Telegrafia, Poczta) i 15 innych organizacji urzędniczych. ADEDY było kontynuatorką założonej w 1926 Konfederacji Greckich Urzędników Państwowych (SDYE), której działalność była wielokrotnie zakazywana w latach niestabilności politycznej po jej utworzeniu i aż do wybuchu II wojny światowej.
W grudniu 2004 obok związku założono Koinoniko Polykentro (gr. Κοινωνικό Πολύκεντρο), czyli instytucję zajmującą się m.in. badaniami i dokumentacją, administracji publicznej i służb społecznych państwa, promocją edukacji i szkoleń wśród związkowców w celu wsparcia i wzmocnienia ruchu urzędników służby cywilnej w Grecji, a także promowaniem etyki kolektywności i unionizmu poprzez ciągłą wymianę pomysłów i otwarty dialog.